# W25 (ядерна боєголовка)

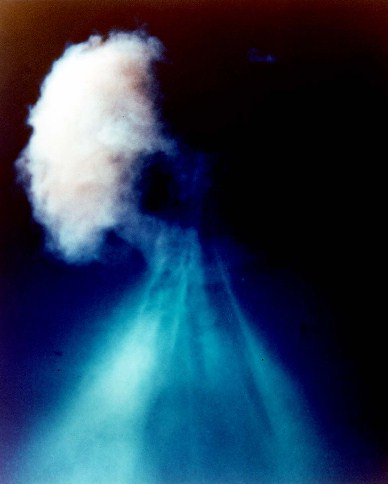
Plumbbob John Nuclear Test, живе випробування ядерної ракети AIR-2A Genie 19 липня 1957 року. Вистріляний F-89J ВПС США над ядерним полігоном Юкка-Флетс на висоті 4,6 км.

W25 — невелика ядерна боєголовка, розроблена ВПС Сполучених Штатів і науковою лабораторією Лос-Аламоса для використання протиповітряної оборони. Це була ядерна бомба з номінальною потужністю 1,7 кт.
W25 використовувався для AIR-2 Джині, некерованої ракети «повітря-повітря», яка застосовувалась американськими літаками-перехоплювачами Northrop F-89 Scorpion, F-101 Voodoo та F-106 Delta Dart, а також канадськими CF-101. Літак Voodoo як частина ядерного обміну НАТО. MB-1 надійшов на озброєння в 1957 році і згодом був перейменований в AIR-2 Genie. До грудня 1984 року літаки F-106 Національної гвардії перевозили обмежену кількість.

## Історія

### Додаток Genie
Програма W25 почалася в березні 1951 року, коли Відділ військового застосування запропонував вивчити використання ядерної зброї для придушення атак ворожої авіації. Однак негайних дій було вжито небагато, оскільки сучасний рівень боєголовок і ракет ще не був настільки просунутим, щоб ця пропозиція стала практичною.
Невдовзі технологія покращилася, і до лютого 1952 року Об’єднаний комітет начальників штабів попросив, щоб Об’єднана повітряна рада вивчити це питання. Дослідження було завершено в січні 1953 року, що припустило, що боєголовки гармат, ракет і ракет були можливими, запущеними з літаків-перехоплювачів і бомбардувальників. Рада спеціально рекомендувала розробку ядерних боєголовок для ракет земля-повітря RIM-8 Talos, CIM-10 Bomarc і MIM-3 Nike Ajax. Під час обговорення звіту вважалося, що знадобляться десятки тисяч боєголовок протиповітряної оборони, і тому боєголовки повинні мати економію ядерних матеріалів, щоб зменшити їх вартість.
У той же час ВПС США хотіли мати високошвидкісну ракету повітря-повітря з ядерним озброєнням. Військово-повітряні сили вважали, що, оскільки протиповітряна оборона працює в умовах мирного часу, бажано мати здатність людини підтвердити, що невпізнаний літак дійсно ворожий, перш ніж вступити в бой з ним.
Національна лабораторія Сандії досліджувала роботу ядерної зброї на великій висоті з 1952 року і в серпні 1953 року дійшла висновку, що єдиною серйозною проблемою є пробій високої напруги при низькому тиску. Це означало, що існуючі набори для стрільби були непридатними, тому рішення були розглянуті. Невдовзі було вирішено, що проблему можна вирішити за допомогою використання герметичної ядерної зброї, заповненої повітрям під високим тиском для запобігання електричній дузі.
У жовтні 1953 року програми створення боєголовок протиповітряної оборони отримали незвичайний поворот, оскільки вони уникали тодішньої тенденції високої стандартизації ядерних і неядерних компонентів зброї. Це було виправдано тим, що боєголовки протиповітряної оборони повинні бути легкодоступними для використання, повинні бути високостійкими до передчасної детонації та повинні економити використання ядерних матеріалів. Сандія провела дослідження щодо оптимального розміру боєголовки ракети «повітря-повітря», і в травні 1954 року Комісія з атомної енергії почала розробку ядерної боєголовки класу «повітря-повітря».
У травні 1954 року військові характеристики були уточнені для 15 дюймів (380 мм) бойова частина. Він міг би залишатися в стані готовності протягом 30 днів, був би здатний на 50 годин польоту на висоті до 100 000 футів (30 000 м) і витримують температури від −90 до 165 °F (−68 до 74 °C). Бойова частина могла б витримати прискорення 100 g (980 м/с2) вздовж поздовжньої осі і 20 g (200 м/с2) уздовж перпендикулярних осей.
У червні 1954 року назви боєголовок Mark 25, Mark 30 і Mark 31 були офіційно прийняті. Військово-повітряні сили відповідатимуть за ракетні системи, включаючи систему озброєння та вибухової установки, тоді як AEC постачатиме боєголовку та відповідне обладнання для складання, тестування та транспортування. Ракета для боєголовки спочатку називалася Ding Dong і була оптимізована для перевезення на F-86 Sabre, F-89 Scorpion і F-100 Super Sabre. Ракета мала бути 15,5 дюйма (390 мм) у діаметрі, але екскурсії до 18 дюймів (460 мм) повинні були бути досліджені.

### Атомний руйнівний боєприпас
У жовтні 1953 року було рекомендовано розробити легкий атомний підривний боєприпас (ADM). Пристрій має 380 мм в діаметрі 760 мм у довжину, важать менше 91 кг і бути здатним до розбирання на 18 кг пакетів. Заявку було скасовано на користь ADM на базі Mark 30 і Mark 31 у лютому 1956 року.

### Маленький Джон
У вересні 1954 року армія США почала досліджувати боєголовки для ракети MGR-3 Little John (спочатку називалася Honest John Junior). Військові характеристики для боєголовки були надані в квітні 1955 року, і боєголовка W25 коротко розглядалася для цієї ролі. У лютому 1956 року заявку було скасовано на користь більш потужної зброї меншого діаметру. Зрештою для ракети була обрана боєголовка W45.

### Форсована і повністю уранова бойова частина
У червні 1956 року були зроблені неофіційні коментарі про відсутність форсованої боєголовки W25. Операційний офіс Альбукерке відповів, що жодного офіційного запиту на таку зброю ніколи не надходило, і військові негайно надіслали такий запит. У липні 1956 року було завершено попереднє дослідження, яке стверджувало, що через обмеження розміру програми Genie знадобиться повна переробка, фактично створюючи нову боєголовку.
Це дослідження супроводжувалося занепокоєнням щодо плутонієвої небезпеки W25 і запитами щодо виробництва повністю уранової зброї. Була скликана дослідницька група, яка в листопаді 1956 року повідомила, що, хоча небезпека плутонію може бути певною мірою зменшена, в межах наданих обмежень у просторі повністю уранова боєголовка неможлива без використання пристрою гарматного типу. У травні 1957 року AEC було доручено вивчити способи мінімізації небезпеки плутонію без збільшення вимог до матеріалів, що розщеплюються. Результати цього дослідження залишаються засекреченими, але заявку було скасовано в листопаді 1957 року.

## Конструцкія
W25 мала розміри 44 см у діаметрі та 68 см завдовжки, із заявленою вагою від 99-100 кг. Бойова частина була імплозійного типу і була герметичної конструкції.